# Scott Spedding
Leonard Scott Spedding (Krugersdorp, 4 de mayo de 1986) es un jugador francés de rugby nacido en Sudáfrica que se desemepeña como fullback.

## Carrera
Spedding empezó a jugar a rugby mientras realizaba sus estudios en la universidad de San Juan de Johannesburgo donde coincidió con su amigo Chris Froome, el futuro ganador del Tour de Francia.
Scott Spedding empezó su carrera profesional de la mano de los Sharks , jugando en el equipo junior y debutó con el equipo profesional en 2006 en el de Súper 12 y jugando unos pocos minutos contra los Cheetahs en febrero de 2006. Considerado una gran esperanza de Sudáfrica para el puesto de un medio apertura, en 2008 fichó por CA Brive a la edad de 21 años, gracias a los informes derivados de sus actuaciones en el campeonato mundial sub-21. En 2012 Brive pierde la categoría descendiendo a Pro D2 por lo que decide salir del club y fichando por el Aviron Bayonnais.En verano de 2015 con el descenso del Bayonne, Spedding ficha por el Clermont donde llega a la final de la Copa de Europa 2016-2017 que pierden ante Saracens. Esa misma temporada juegan la final del Top 14 ante Toulon donde vencen con un marcador de 22-16

### Selección nacional
El 28 de septiembre de 2014, anunció en Twitter la adquisición de la nacionalidad francesa.
Spedding es seleccionado por primera vez con el XV del gallo en la ventana de noviembre de 2014 para jugar contra Fiji en Marsella siendo uno de los jugadores más destacados del partido dando dos pases de ensayo en la victoria de Francia por 40-15.
En enero de 2015 el entrenador Saint André convoca a Spedding junto con otros 30 jugadores para formar parte de la selección francesa que dispute el Torneo de las Seis Naciones 2015 en el que Spedding se hace con el puesto de zaguero titular jugando 4 partidos y logrando estrenar su casillero de puntos al meter un golpe de castigo en el partido contra Italia en la quinta jornada.
El 12 de enero de 2015 el propio Spedding mediante un mensaje via Twitter, confirma la firma de un nuevo contrato con Clermont para las próximas 3 temporadas a partir de ese mismo verano.
Spedding forma parte del equipo francés para la Copa mundial de Inglaterra 2015. En el primer partido del campeonato, contra Italia, salió de titular y puntuó gracias a un golpe de castigo. Spedding logró puntuar para su equipo, en la derrota frente a Irlanda 9-24, con dos golpes de castigo. En la derrota de cuartos de final 13-62 frente a Nueva Zelanda, Scott Spedding puntuó pasando un golpe de castigo.

### Palmarés y distinciones notables
- Campeón del Top 14 2016-2017 (Clermont)